# HMS Oxley
L'HMS Oxley (originariamente HMAS Oxley) fu un sommergibile della Royal Australian Navy (RAN) poi della Royal Navy (RN), appartenente alla classe Odin. Finito leggermente fuori rotta, vicino a Obrestad, sul promontorio sud-occidentale della Norvegia, venne colpito da fuoco amico sette giorni dopo l'inizio della seconda guerra mondiale, perdendo 53 vite e lasciando due sopravvissuti.

## Progetto e costruzione
I sommergibili della classe Odin vennero costruiti secondo un progetto leggermente modificato per il servizio australiano. Erano 275 piedi (84 m) in lunghezza fuori tutto, con un raggio di 29 piedi 7 pollici (9,02 m) e un pescaggio medio di 13 piedi 3 pollici (4,04 m). Il dislocamento era di 1.350 tonnellate in superficie e di 1.870 tonnellate in immersione. Gli scafi avevano motori diesel per la navigazione in superficie e la generazione di elettricità, ma quando erano sott'acqua funzionavano con motori elettrici. Avevano due alberi di trasmissione. La velocità massima era di 15,5 nodi (28,7 km/h) in emersione e 9 nodi (17 km/h) in immersione. L'Oxley aveva una compagnia di 54 navi. L'armamento consisteva in otto tubi lanciasiluri (sei rivolti in avanti, due rivolti verso poppa) da 21 pollici (530 mm), un cannone da ponte da 4 pollici (100 mm) e due mitragliatrici.
L'Oxley venne impostato da Vickers-Armstrong Limited a Barrow-in-Furness, in Inghilterra, nel marzo 1925, con la designazione OA1. Venne varato il 29 giugno 1926, completato il 22 luglio 1927 e commissionato alla RAN il 1º aprile 1927. Il sommergibile prese il nome dall'esploratore John Oxley.

## Storia operativa
Dopo la messa in servizio, l'Oxley e Otway vennero temporaneamente assegnati alla 5th Submarine Flotilla della Royal Navy. L'8 febbraio 1928, i due sommergibili partirono per l'Australia nel più lungo viaggio senza scorta intrapreso da un sommergibile britannico. I sommergibili vennero dirottati su Malta dopo che vennero trovate crepe sulle colonne del motore dell'Otway. All'arrivo a Malta, fratture simili vennero trovate nelle colonne del motore dell'Oxley e le due barche vennero trattenute mentre venivano fabbricate ed installate colonne migliorate. Ripresero il viaggio a novembre e raggiunsero Sydney il 14 febbraio 1929. A causa del deterioramento delle condizioni finanziarie che portarono alla Grande Depressione, i due sommergibili vennero messi in riserva un anno dopo; L'Oxley venne messo in riserva il 10 maggio 1930. L'Oxley si sottopose ad esercitazioni subacquee ogni due settimane fino al 9 aprile 1931, quando il sommergibile venne pagato per intero prima del trasferimento alla RN.
Il costo in corso di manutenzione delle barche, insieme ai limiti di tonnellaggio imposti dal Trattato navale di Londra, spinsero il governo australiano ad offrire l'Oxley e l'Otway alla Royal Navy. I sommergibili vennero trasferiti e messi in servizio il 10 aprile 1931.
Il 29 aprile, l'Oxley e l'Otway (anch'essi rimessi in servizio nella RN) lasciarono Sydney diretti a Malta. Durante il 1939, il sommergibile era situato a Portsmouth come parte della 5th Submarine Flottilla. All'inizio della guerra il sommergibile era un membro della 2nd Submarine Flottilla. Dal 26 al 29 agosto 1939, la 2nd Submarine Flottilla si schierò nelle sue basi di guerra a Dundee e a Blyth. Dopo lo scoppio della seconda guerra mondiale, l'Oxley venne assegnato a compiti di pattugliamento al largo della costa della Norvegia. Gli venne assegnato il pennant number 55.

## La perdita
Il 10 settembre 1939, l'Oxley venne affondato dall'HMS Triton. L'Oxley fu il primo sommergibile britannico perso durante la seconda guerra mondiale.
Quando l'Ammiragliato venne informato che il governo di Sua Maestà avrebbe dichiarato guerra alla Germania, il 24 agosto 1939 cinque sommergibili della Seconda Flottiglia, tra cui l'HMS Triton e l'HMS Oxley, ricevettero l'ordine di pattugliare la linea Obrestad al largo della Norvegia. Così, il 3 settembre tutti i sommergibili britannici erano nei loro settori di pattugliamento da combattimento.
Alle 19:55 del 10 settembre 1939, il Triton era emerso, aveva fissato una posizione al largo del faro Obrestad, aveva impostato una lenta pattuglia a zigzag ed aveva iniziato a caricare le batterie. Il tenente comandante Steel, dopo aver verificato che la zona fosse sgombra e aver posto delle vedette, consegnò la plancia all'ufficiale di guardia e scese di sotto, dando ordine di essere chiamato se fosse apparso qualcosa di insolito. Alle 20:45 venne chiamato in plancia quando sulla prua di sinistra si poteva vedere molto bene un oggetto nell'acqua.
La propulsione ordinata dall'acciaio venne spostata sui motori principali, il segnalatore sul ponte e i tubi lanciasiluri 7 e 8 pronti per il fuoco. L'oggetto venne riconosciuto come un sommergibile a bassa profondità.
Una volta in plancia, il segnalatore inviò tre altolà nell'arco di diversi minuti con la lampada a scatola, nessuno delle quali ebbe risposta. Steel si chiese se la barca potesse essere la HMS Oxley, che avrebbe dovuto pattugliare la linea successiva, ma a una certa distanza. Steel e il suo equipaggio di plancia studiarono la sagoma, ma non riuscirono a distinguere che tipo di sommergibile fosse.
Venne inviato un quarto altolà: tre razzi lanciagranate verdi. Dopo aver sparato, Steel contò lentamente fino a 15 e poi decise che stavano vedendo un sommergibile tedesco. Ordinò che i tubi 7 e 8 sparassero con un intervallo di tre secondi. Meno di un minuto dopo si udì un'esplosione.
Il Triton si trasferì nell'area per indagare e sentì grida di aiuto. La luce della lampada Aldis rivelò tre uomini che si dibattevano tra olio e detriti. Il tenente Guy CI. St. B. Watkins e il tenente Harry A. Stacey entrarono in acqua e salvarono il tenente comandante H. G. Bowerman, l'ufficiale in comando dell'Oxley, così come l'abile marinaio Herbert Gluckes, una vedetta. La terza persona in acqua, il tenente F. K. Manley, venne visto nuotare con forza quando affondò improvvisamente alla vista. Non vennero trovati né il corpo di Manley né altri sopravvissuti dell'Oxley.
Una commissione d'inchiesta rilevò che Steel aveva fatto tutto ciò che ragionevolmente poteva nelle circostanze. L'Oxley era fuori posizione, il Triton aveva agito correttamente e la prima vittima sottomarina alleata della seconda guerra mondiale fu dovuta al "fuoco amico". Durante la guerra, la perdita dell'Oxley venne attribuita ad un'esplosione accidentale. Dopo la guerra, venne spiegato che si trattava di una collisione con il Triton. La verità non venne resa pubblica fino agli anni '50.

## Memoriale
Poiché l'Oxley stava operando da Dundee (nome in codice/base "HMS Ambrose") con la 2nd Submarine Flottilla quando affondò, i 53 membri dell'equipaggio morti sono tutti commemorati nel Dundee International Submarine Memorial. Due membri dell'equipaggio sopravvissero.